# Haruspex brevipes
Haruspex brevipes là một loài bọ cánh cứng trong họ Cerambycidae.